# Grube Hörkopf
Die Grube Hörkopf (auch Grube Höhrkopf geschrieben) war ein Bergwerk zur Gewinnung von Eisen- und Manganerz bei Assmannshausen am Rhein. Mehrere Förderschächte befanden sich an den westlichen und südlichen Flanken des 378 m hohen Gipfels des Hörkopfes. Der Betrieb begann vor 1828 und endete nach 1916.

## Geschichte

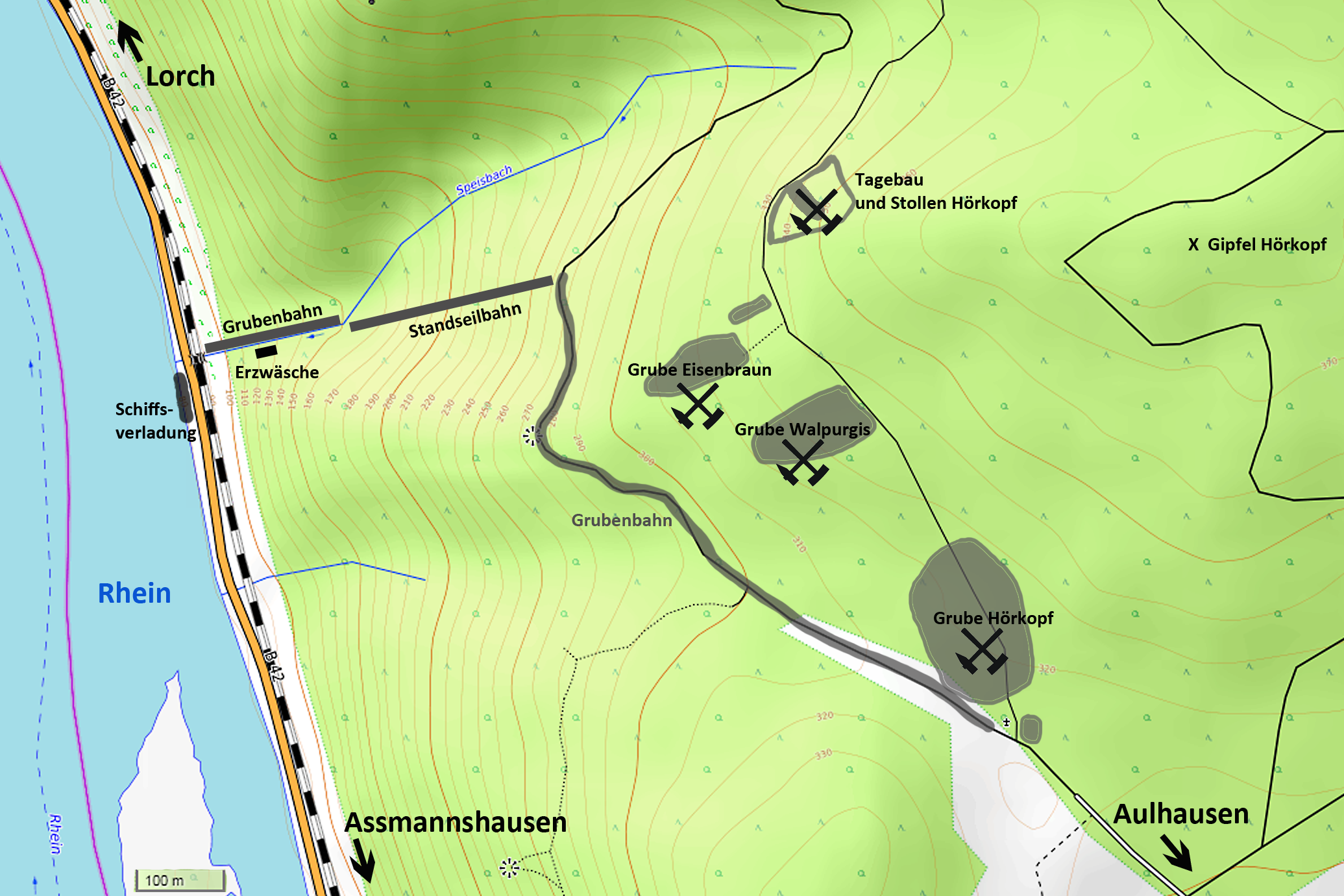
Grube Hörkopf und konsolidierte Gruben

Erstmals erwähnt wurde der Erzbergbau am Hörkopf 1828, der gewonnene Braunstein wurde nach Frankreich und England verschifft. Der Braunstein wurde dort in Salzsäure gelöst, um Chlor für die Bleiche von Baumwolltextilien zu erzeugen. Die Aufbereitung der Erze erfolgte bis 1860 in einer Aufbereitungsanlage nördlich des Kurhauses in Assmannshausen. Im Jahr 1889 wurde die Erzaufbereitung in das Speisbachtal verlegt und eine Erzwäsche mit Dampfmaschine errichtet, deren Fundamente heute noch sichtbar sind.
Eine neu errichtete 800 m lange Grubenbahn (Schmalspur) von der Grube Hörkopf und den mittlerweile zu Hörkopf konsolidierten Nachbargruben Walpurgis, Eisenbraun und Eisenloch führte zur Bergstation einer neuen Standseilbahn die auf 350 m Länge einen Höhenunterschied von 130 m in das Speisbachtal hinab überwand. Dort gab es erneut ein kurzes Schmalspurgleis auf einer Trasse parallel zum Bachverlauf hin zu der neu errichteten Erzwäsche. Bach und Feldbahn untertunnelten dann die rechtsrheinische Bahnstrecke und führten zu einem aufgeschütteten Bereich am Rheinufer, der der Verladung der Erze auf Schiffe diente. Der Verlauf der Feldbahnen und der Standseilbahn sind heutzutage noch gut im Gelände erkennbar, gleichfalls die Grundmauern und die terrassierte Fläche der Erzwäsche. Ab 1916 wurden die Förderschächte von den Röchling’schen Eisen- und Stahlwerke betrieben, der heutigen Saarstahl. Die Lagerstätte war jedoch bereits zu stark ausgebeutet, sodass kurz darauf der Betrieb eingestellt wurde. Die Gesamtförderung betrug etwa 30000 t Braunstein und 20000 t Brauneisenerz.

## Schächte und Infrastruktur
Schächte ursprüngliche Grube Hörkopf:
Lage,
Lage,
Lage,
Lage,
Lage,
Lage,
Lage,
Lage
Schacht Grube Eisenloch:
Lage
Schacht Grube Walpurgis:
Lage
Schacht Grube Eisenbraun (Lage ca.):
Lage
Standseilbahn: Bergstation
Lage
Talstation Lage
Erzwäsche: Lage, Schiffsverladung: Lage